# Piet de Wit
Piet de Wit, född den 6 mars 1946 i Wormer, är en nederländsk före detta bancyklist som framförallt hade framgångar i stayer där han blev trefaldig medaljör vid världsmästerskapen för professionella (silver 1968 och 1973, brons 1970 – efter att ha blivit världsmästare för amatörer 1966 och 1967) och dubbel medaljör vid europamästerskapen (silver 1972/1973 och 1973/1974). Han blev även nederländsk mästare i stayer tre gånger (1968, 1969 och 1970) och i scratch en (1972). Därtill körde han sexdagarslopp och vann, med Leo Duyndam som partner, Zürichs sexdagars vintern 1973/1974. På landsväg blev han sexa i linjelopp vid nederländska mästerskapen 1969.